# David Moura
David Moura Pereira da Silva (ur. 24 sierpnia 1987) – brazylijski judoka.
Wicemistrz świata w 2017, piąty w 2014 i siódmy w 2019; uczestnik zawodów w 2015, 2018 i 2021, a także zdobył cztery medale w drużynie. Startował w Pucharze Świata w latach 2010-2014 i 2016. Triumfator igrzysk panamerykańskich w 2015 i trzeci w 2019. Złoty medalista igrzysk Ameryki Południowej w 2014. Zdobył sześć medali mistrzostw panamerykańskich w latach 2014 - 2021. Brązowy medalista igrzysk wojskowych w 2019. Drugi na wojskowych MŚ w 2021. Trzeci na Uniwersjadzie w 2011 i 2013 roku.